# Clube de Rugby de Arcos de Valdevez
O Clube de Rugby de Arcos de Valdevez (CRAV), é um clube de râguebi de Arcos de Valdevez, Portugal. O CRAV foi fundado a 9 de julho de 1981. É a única equipa de râguebi na sub-região do Minho-Lima. A equipa masculina joga no Campeonato Nacional de Rugby. O clube também dispõe de equipas femininas, jovens e  veteranas e uma equipa B que joga no Campeonato Nacional da 2ª Divisão de Rugby portuguesa.  O clube organiza o torneio internacional de râguebi Arcos Sete.